# 마레크 슈베츠
마레크 슈베츠(체코어: Marek Švec, 1973년 2월 17일~)는 체코의 전직 레슬링 선수이다. 올림픽에 3회 참가했고 2008년 하계 올림픽 그레코로만형 헤비급에서 동메달을 획득했다.